# Karachatjpasset
Karachatjpasset (armeniska: Քարախաչի լեռնանցք: Karachatji lernantsk) är ett bergspass i Armenien. Det ligger i provinsen Sjirak, i den nordvästra delen av landet, 100 kilometer norr om huvudstaden Jerevan. Karachatjpasset ligger 2 248 meter över havet.
Terrängen runt Karachatjpasset är huvudsakligen kuperad, men västerut är den platt. Runt Karachatjpasset är det ganska tätbefolkat, med 129 invånare per kvadratkilometer.. Närmaste större samhälle är Amasia, 17,0 kilometer väster om Karachatjpasset.
Trakten runt Karachatjpasset består i huvudsak av gräsmarker.